# Хамад (Бахрейн)
Мадинат-Хамад или Хамад-Таун (араб. مدينة حمد‎) — это район в Северном Бахрейне. Ранее здесь находился муниципалитет Бахрейна, в центральной части страны. Он был отделён от муниципалитета Ар Рифа' ва аль Минтака аль Джанубия в 1991 году. Его территория сейчас принадлежит Северной провинции. Название дано в честь настоящего короля Бахрейна, Хамада ибн Иса Аль-Халифы. Город отличается культурным разнообразием, смешанным шиитско-суннитским населением различных социально-экономических слоёв. Сегодня Хамад является воплощением бахрейнского мультикультурализма, с не одними этническими или религиозными группами.

## История
Хамад был основан в 1984 году как жилой город, где правительство построило социальные дома для тех, кто не может позволить себе жильё с постоянно растущими ценами.
В 1990 году правительство открыло двери в Бахрейн кувейтцам, которые страдали от последствий войны в Персидском заливе с Ираком. Оно предоставило бесплатные дома и школы в Хамад-Таун и позволило им использовать городские удобства. Кувейтцы вернулись домой в начале 1991 года в конце войны. В 2001 правительство отдало строения населению города.
На территории района находится Форт Бахрейн — популярная достопримечательность среди туристов. Точная дата строительства неизвестна; предположительно, 2800 г. до н. э.

## География
Хамад находится в 18 км от столицы государства — Манамы, и в 19 км от аэропорта. Он находится близко к области Сахир, которая содержит огромную гоночную трассу Формулы-1 (Бахрейнский Международный автодром), которая является самой большой трассой на Ближнем Востоке. Хамад-Таун также известен своими 22 дорожными кругами. К 2005 году население города составило 52 718 человек.

## Закон и правительство
Хамад является частью Северной провинции, одной из пяти провинций Бахрейна. Однако, правительство запрещает вводить свои собственные законы, и район должен соблюдать все национальные законы Королевства Бахрейн.

## Экономика
Народ Хамад-Тауна, как правило, ездят в Манаму на работу. Большинство территории Хамад-Тауна является жилым районом, но есть большой торговый центр под названием Сук-Вакиф, который содержит много магазинов и обеспечивает некоторую занятость в Хамаде. Среди туристических достопримечательностей есть «Музей жемчуга», одно из важных исторических зданий в Бахрейне, и первый официальный суд Бахрейна. Существует также ещё один музей — Байт-аль-Ку’ран, в котором находится огромное собрание Священного Корана и рукописей.

## Мечети
- Мечеть Кану — дорога Шах Хамад, между 2-й и 3-й кольцевой[2].

## Транспорт
- Международный аэропорт Бахрейна расположен в 19.7 км от города Хамад[5].

## Районы
Крупные районы, близкие к Хамад-Таун:
- Сахир
- Аль-Заллак
- Эр-Рифа

## Образование
Университет Бахрейна имеет свой главный кампус рядом с Хамад-Таун (Сухир).